# 郭磊庄镇
郭磊庄镇，是中华人民共和国河北省张家口万全区下辖的一个乡镇级行政单位。

## 行政区划
郭磊庄镇下辖以下地区：
昌盛社区、建设社区、郭磊庄村、水庄屯村、杏园庄村、阳门堡村、龚南窑村、任家房村、常家房村、何家屯村、丰胜庄村、旧羊屯村、孙家小庄村、郭磊庄旧村和振兴村。

## 交通
- 京包铁路：郭磊庄站
- 110国道